# Carla Gravina
Carla Gravina (n. Gemona del Friuli, 5 de agosto de 1942) es una política y actriz italiana de cine, teatro y televisión.

## Carrera

### Etapa como actriz
Hija de un respetado coronel del ejército, Carla Gravina se estrenó en el mundo de la actuación a los 15 años con la película de 1957 Gwendolyn, dirigida por Alberto Lattuada, y comenzó así una extensa carrera que la llevaría a convertirse en una de los más grandes intérpretes del cine y del teatro italianos.

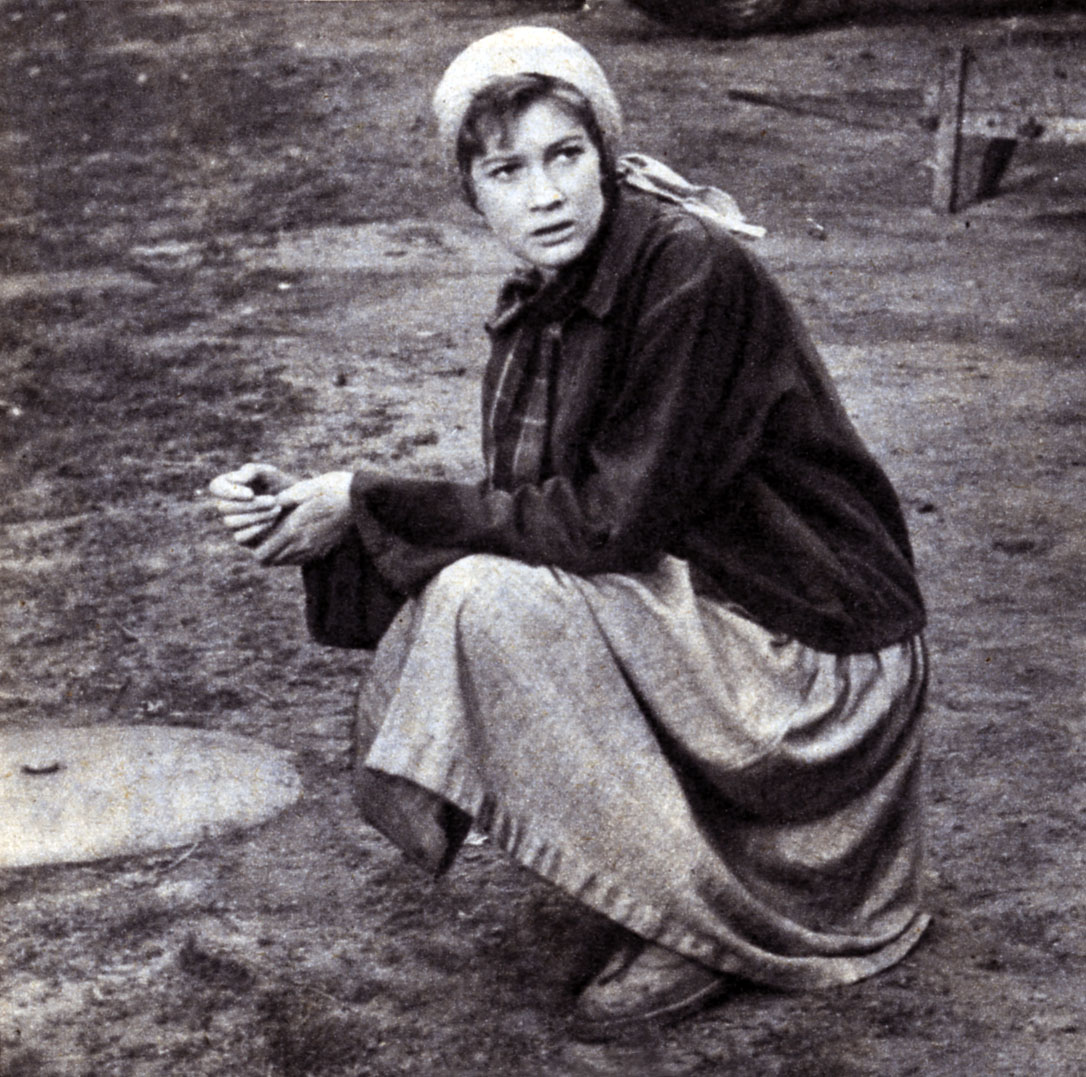
Foto publicada en 1959 en la revista de la RAI Radiocorriere.

En 1958, actuó en la serie dramática televisiva italiana Padri e figli, dirigida por William Morandi. En 1959 participó en el programa de TV " Il Musichiere", creada por Mario Riva , y formando elenco con Patrizia Della Rovere.
Desde los años sesenta comenzó a trabajar en teatro . Hizo su debut en 1960 con el papel de Julieta en la obra Romeo y Julieta en Verona durante el Festival de Shakespeare, junto con Gian Maria Volonté, quien sería su compañero de vida durante muchos años.
Después de años de teatro, en 1967 volvió al cine con papeles más maduros. Actuó en I sette fratelli Cervi, de Gianni Puccini; y al año siguiente, con Volonté en Banditi a Milano, de Carlo Lizzani. 
Además de trabajar en el teatro y en el cine, también participó en varias series de televisión, como la famosa Il segno del comando, de 1971.
En 1974, realizó un papel diferente: el de Ippolita Oderisi, una joven discapacitada motriz poseída por un demonio, en la película El Anticristo (L'anticristo), de Alberto De Martino.
En 1980 y 1981 trabajó con Gian Maria Volonté en la comedia de Arthur Schnitzler Girotondo, dirigida por el mismo Volonté .
En la década de los 80, convencida de que ni en el cine ni en la televisión eran necesarias actrices de su edad y porte, se concentró exclusivamente en el teatro, con importantes obras a manos de directores de la talla de Giorgio Strehler , Luca Ronconi y Giancarlo Cobelli .
Finalizó su carrera cinematográfica en 1993, con la película Il lungo silenzio de Margarethe von Trotta y regresó a la televisión por última vez en 1998, con la película como Come quando fuori piove , de Bruno Gaburro.
En noviembre de 1998, le correspondió, junto con los directores de Giuliano Montaldo, Mario Brenta, Marzocchini Ennio y el actor Massimo Ghini, ser parte del jurado de la decimotercera edición de Cine Francés en Florencia.
A fines del siglo XX y luego de una extensa carrera, Gravina abandonó el teatro, se alejó de la escena y se retiró.

### Etapa como política
Con Volonté, también compartió un fuerte compromiso político. Fue candidato del PCI en el colegio de Milán durante las elecciones del 4 de junio de 1979. Asumió el lugar del fallecido Luigi Longo, y ocupó las bancas de la Cámara de Diputados del 23 de octubre de 1980 hasta el 11 de julio de 1983.

## Vida privada
Carla Gravina ha tenido una larga relación de varias décadas con el actor Gian Maria Volonté. De su unión, nació en 1961 su hija Giovanna. La niña tuvo que tomar el apellido de su madre, ya que Volonté en ese momento estaba casado con Tiziana Mischi y por ello y ante la ley no pudo reconocer a su hija como tal. Fue tal escándalo en su momento que la actriz perdió varios contratos para esa elección.

## Homenajes y galardones
En 2011, con motivo de sus setenta años, La Filmoteca de Friuli de Gemona rindió homenaje a su trayectoria mediante la proyección de dos películas con las que había obtenido varios premios:
En 1957 ganó el Sail de plata a la mejor actriz en el Festival Internacional de Cine de Locarno por la película Amore e chiacchiere de Alessandro Blasetti.
Obtuvo un galardón como mejor actriz en el Festival Internacional de Cine de Montreal por el film de 1993, Il lungo silenzio.
También ganó en el Festival de Cine de Cannes de 1980 el premio a la Mejor Actriz de Reparto por su papel en La terrazza.
En una entrevista de diciembre del 2012, después de años de silencio, habló sobre lo que la llevó a tomar la decisión de abandonar la profesión.

## Filmografía
- Gwendolyn, dirigida por Alberto Lattuada (1957)
- Amore e chiacchiere, dirigida por Alessandro Blasetti (1957)
- Primo amore, dirigida por Mario Camerini (1958)
- Anche l'inferno trema, dirigida por Piero Regnoli (1958)
- I soliti ignoti, dirigida por Mario Monicelli (1958)
- Padri e figli, dirigida por Guglielmo Morandi (1958, miniserie)
- Policarpo, ufficiale di scrittura, de Mario Soldati (1959)
- Esterina, de Carlo Lizzani (1959)
- Todos a casa, de Luigi Comencini (1960)
- Five Branded Women, de Martin Ritt (1960)
- Scano Boa, de Renato Dall'Ara (1961)
- Un giorno da leoni, de Nanni Loy(1961)
- Scaramouche, de Daniele D'Anza (1965)
- A Bullet for the General, de Damiano Damiani (1966)
- Caravaggio, dirigida por Silverio Blasi (1967, miniserie)
- I sette fratelli Cervi, dirigida por Gianni Puccini (1967)
- Tenente Sheridan: Soltanto una voce, dirigida por Leonardo Cortese (1967)
- Banditi a Milano, dirigida por Carlo Lizzani (1968)
- Sierra Maestra, dirigida por Ansano Giannarelli (1969)
- La donna invisibile,dirigida por Paolo Spinola (1969)
- Cuore di mamma, dirigida por Salvatore Samperi (1969)
- Nero Wolfe: Veleno in sartoria, de Giuliana Berlinguer (1969)
- La monaca di Monza, dirigida por Eriprando Visconti (1969)
- I fratelli Karamazov (1969, adaptación televisiva)
- Il segno del comando, dirigido por Daniele D'Anza (1971)
- Senza movente (Sans mobile apparent), dirigida por Philippe Labro (1971)
- Alfredo, Alfredo, dirigida por Pietro Germi (1972)
- Il tema di Marco, dirigida por Massimo Antonelli (1972)
- Il caso Pisciotta, dirigida por Eriprando Visconti (1972)
- L'erede (L'héritier), dirigida por Philippe Labro (1972)
- Tony Arzenta, dirigida por Duccio Tessari (1973)
- L'idolo della città (Salut l'artiste), dirigida por Yves Robert (1973)
- El Anticristo, dirigida por Alberto De Martino (1974)
- Il gioco della verità, dirigida por Michele Massa (1974)
- Toda una vida (Toute une vie), dirigida por Claude Lelouch (1974)
- Il figlio del gangster (Comme un boomerang), dirigida por José Giovanni (1976)
- Madame Bovary, adaptación para televisión de la novela homónima de Flaubert, con dirección de Daniele D'Anza (1978)
- Maternale, dirigida por Giovanna Gagliardo (1978)
- Quasi davvero (1978) Telefilm
- Nella vita di Sylvia Plath(1979)
- Orient-Express (1979)
- La terrazza, dirigida por Ettore Scola (1980)
- Amiche mie, dirigida por Paolo Genovese, Luca Miniero (1982)
- Mon ami Washington (1984)
- I giorni del commissario Ambrosio, dirigida por Sergio Corbucci (1988)
- Le Roi de Patagonie (1990)
- Il lungo silenzio, dirigida por Margarethe von Trotta (1993)
- Come quando fuori piove (1998)

## Premios y distinciones
Festival Internacional de Cine de Venecia
| Año  | Categoría        | Película | Resultado |
| ---- | ---------------- | -------- | --------- |
| 1959 | Mención especial | Esterina | Ganador   |